# Campeonato Brasileiro Série B 2010
Il Campeonato Brasileiro Série B 2010 è stata la ventinovesima edizione del Campeonato Brasileiro Série B ed è stato vinto per la seconda volta dal Coritiba. Oltre al Coritiba, hanno ottenuto la promozione in Série A anche il Figueirense, il Bahia, e l'América-MG.

## Squadre partecipanti
| Squadra         | Città              | Stato               | Stagione 2009  |
| --------------- | ------------------ | ------------------- | -------------- |
| América-MG      | Belo Horizonte     | Minas Gerais        | 1º in Série C  |
| América-RN      | Natal              | Rio Grande do Norte | 16º in Série B |
| ASA             | Arapiraca          | Alagoas             | 2º in Série C  |
| Bahia           | Salvador           | Bahia               | 12º in Série A |
| Bragantino      | Bragança Paulista  | San Paolo           | 9º in Série B  |
| Brasiliense     | Taguatinga         | Distretto Federale  | 14º in Série B |
| Coritiba        | Curitiba           | Paraná              | 17º in Série A |
| Duque de Caxias | Duque de Caxias    | Rio de Janeiro      | 8º in Série B  |
| Figueirense     | Florianópolis      | Santa Catarina      | 6º in Série B  |
| Guaratinguetá   | Guaratinguetá      | San Paolo           | 3º in Série C  |
| Icasa           | Juazeiro do Norte  | Ceará               | 4º in Série C  |
| Ipatinga        | Ipatinga           | Minas Gerais        | 15º in Série B |
| Náutico         | Recife             | Pernambuco          | 19º in Série A |
| Paraná          | Curitiba           | Paraná              | 10º in Série B |
| Ponte Preta     | Campinas           | San Paolo           | 11º in Série B |
| Portuguesa      | San Paolo          | San Paolo           | 5º in Série B  |
| Santo André     | Santo André        | San Paolo           | 18º in Série A |
| São Caetano     | São Caetano do Sul | San Paolo           | 7º in Série B  |
| Sport Recife    | Recife             | Pernambuco          | 20º in Série A |
| Vila Nova       | Goiânia            | Goiás               | 13º in Série B |

## Classifica finale
|  | Pos. | Squadra         | Pt | G  | V  | N  | P  | GF | GS | DR  |
|  | ---- | --------------- | -- | -- | -- | -- | -- | -- | -- | --- |
|  | 1.   | Coritiba        | 71 | 38 | 21 | 8  | 9  | 69 | 49 | +20 |
|  | 2.   | Figueirense     | 67 | 38 | 19 | 10 | 9  | 68 | 37 | +31 |
|  | 3.   | Bahia           | 65 | 38 | 19 | 8  | 11 | 63 | 44 | +19 |
|  | 4.   | América-MG      | 63 | 38 | 19 | 6  | 13 | 56 | 42 | +14 |
|  | 5.   | Portuguesa      | 62 | 38 | 19 | 5  | 14 | 68 | 53 | +15 |
|  | 6.   | Sport Recife    | 56 | 38 | 15 | 11 | 12 | 55 | 41 | +14 |
|  | 7.   | Paraná          | 53 | 38 | 15 | 8  | 15 | 47 | 44 | +3  |
|  | 8.   | Bragantino      | 53 | 38 | 13 | 14 | 11 | 52 | 37 | +15 |
|  | 9.   | ASA             | 52 | 38 | 16 | 4  | 18 | 53 | 56 | -3  |
|  | 10.  | São Caetano     | 52 | 38 | 14 | 10 | 14 | 50 | 52 | -2  |
|  | 11.  | Duque de Caxias | 50 | 38 | 15 | 5  | 18 | 46 | 56 | -10 |
|  | 12.  | Icasa           | 49 | 38 | 13 | 10 | 15 | 51 | 52 | -1  |
|  | 13.  | Náutico         | 48 | 38 | 14 | 6  | 18 | 41 | 60 | -19 |
|  | 14.  | Ponte Preta     | 48 | 38 | 12 | 12 | 14 | 49 | 48 | +1  |
|  | 15.  | Guaratinguetá   | 47 | 38 | 11 | 14 | 13 | 48 | 58 | -10 |
|  | 16.  | Vila Nova       | 46 | 38 | 13 | 7  | 18 | 50 | 68 | -18 |
|  | 17.  | Brasiliense     | 46 | 38 | 12 | 10 | 16 | 41 | 59 | -18 |
|  | 18.  | Santo André     | 43 | 38 | 11 | 10 | 17 | 53 | 61 | -8  |
|  | 19.  | Ipatinga        | 41 | 38 | 11 | 8  | 19 | 47 | 62 | -15 |
|  | 20.  | América-RN      | 41 | 38 | 11 | 8  | 19 | 40 | 68 | -28 |

Legenda:

      Promosse in Série A 2011.
      Retrocesse in Série C 2011.
Tre punti a vittoria, uno a pareggio, zero a sconfitta.